# Finski zaliv
Finski zaliv (finsko Suomenlahti, estonsko Soome laht, rusko Фи́нский зали́в, tr. Finskiy zaliv, IPA: [ˈfʲinskʲɪj zɐˈlʲif]; švedsko Finska viken) je najvzhodnejši del Baltskega morja. Razteza se med Finsko na severu in Estonijo na jugu, do Sankt Peterburga v Rusiji na vzhodu, kjer vanj vstopa reka Neva. Med drugimi večjimi mesti okrog zaliva sta Helsinki in Talin. Vzhodni deli Finskega zaliva pripadajo Rusiji, nekatera najpomembnejša ruska naftna pristanišča pa so najbolj oddaljena v bližini Sankt Peterburga (vključno s Primorskom). Finski zaliv je bil naravna pot proti Sankt Peterburgu in je še vedno strateško pomemben za Rusijo. Nekateri okoljski problemi, ki vplivajo na Baltsko morje, so najbolj izraziti v plitvem zalivu.

## Geografija
Zaliv ima površino 30.000 km2. Dolžina (od polotoka Hanko do Sankt Peterburga) je 400 km, širina pa se giblje od 70 km v bližini vhoda do 130 km na poldnevniku otoka Moščni; v zalivu Neve se zmanjša na 12 km. Zaliv je razmeroma plitev, globina pa se zmanjšuje od vhoda v zaliv proti celini. Najostrejša sprememba se zgodi v bližini kraja Narva-Jõesuu, zato se temu kraju reče Narvska stena. Povprečna globina je 38 m, največja pa 115 m. Globina zaliva Neve je manjša od 6 metrov, zato so dno poglobili (izkopali kanal) za varno plovbo. Zaradi velikega dotoka sladke vode iz rek, zlasti iz reke Neve (dve tretjini celotnega dotoka), ima zalivska voda zelo nizko slanost – med 0,2 in 0,3 ‰ na površini in 0,3–0,5 ‰ blizu dna. Povprečna temperatura vode je pozimi blizu 0 °C; poleti je na površini 15–17 °C in na dnu 2–3 °C. Deli zaliva lahko zmrznejo od konca novembra do konca aprila; zmrzovanje se začne na vzhodu in postopoma nadaljuje proti zahodu. Popolno zmrzovanje običajno nastopi konec januarja, v blagih zimah pa se to ne zgodi. Pogosti močni zahodni vetrovi povzročajo valove, navale vode in poplave.
Severna obala zaliva je visoka in vijugasta, z obilnimi majhnimi zalivi in čermi, vendar le nekaj velikimi zalivi (Vyborg) in polotoki (Hanko in Porkkalanniemi). Obala je večinoma nagnjena; obilne so peščene sipine s posameznimi borovci. Južne obale so gladke in plitve, vendar vzdolž celotne obale teče apnenčasti predel, Baltski klif, višine do 55 m. Na vzhodu se zaliv konča z Nevskim zalivom; na zahodu se združi z Baltskim morjem.
Zaliv vsebuje številne brežine, čeri in otoke. Med največje spadajo otok Kotlin z mestom Kronštat (42.800 prebivalcev), otoki Berozovje, otok Lisij, otok Mali Visocki z bližnjim mestom Visock (1706 prebivalcev), Gogland (Suursaari), Moščni (Lavansaari), Bolšoju Tjuters (Tytärsaari) , Sommers, Naissaar, Kimitoön, Kökar, Seskar (Seiskari), otoki Pakri in drugi.
Od leta 1700 je Rusija v zalivu zgradila devetnajst umetnih otokov s trdnjavami. Njihov cilj je bil ubraniti Rusijo pred pomorskimi napadi, zlasti v okviru velike severne vojne 1700–1721. Med takšne trdnjave spadajo Aleksandrova trdnjava, trdnjava Krasnaja Gorka, trdnjava Ino, Totleben in Kronshlot.
Največje reke, ki se izlivajo v zaliv, so Neva (z vzhoda), Narva (z juga) in Kimi (s severa). Keila, Pirita, Jägala, Kunda, Luga, Sista in Kovaši se v zaliv izlivajo z juga. Od severa tečejo reka Sestra, Porvoo, Vantaa in več drugih majhnih rek. Saimski prekop povezuje zaliv z jezerom Saimaa.

### Obseg
Mednarodna hidrografska organizacija opredeljuje zahodno mejo Finskega zaliva kot črto, ki poteka od Spithamija (59 ° 13'S) v Estoniji preko estonskega otoka Osmussaar od JV do SZ in naprej do JZ konca polotoka Hanko ( 22 ° 54'E) na Finskem.

## Geološka zgodovina
Sodobno depresijo lahko zasledimo na zarezi velikih rek v kenozoiku pred kvartarno poledenitvijo. Te reke so erodirale sedimentne plasti nad Baltskim ščitom. Predvsem erodiran material so sestavljali Ediacaran (Vendian) in glinenec in peščenjak kambrijske starosti. Z napredovanjem erozije so reke naletele na trše plasti ordovicijskega apnenca, kar je povzročilo nastanek pečin Baltskega klifa na severu Estonije in Ingrije. Kasneje so depresijo nekoliko preoblikovale ledeniške dejavnosti. Njen umik je oblikoval Litorinsko morje, katerega vodostaj je bil približno 7–9 metrov višji od sedanjega nivoja Baltskega morja. Pred približno 4000 leti se je morje umaknilo in plitvine v zalivu so postale njegovi otoki  Kasnejše dviganje Baltskega ščita je pokvarilo površino zaliva; zato so starodavne severne obale bistveno višje od južnih. 
|                       |                       |                                            |                |              |
| Obalal blizu Komarova | Otoki blizu Helsinkov | Pogled na zaliv iz cerkve sv. Olafa, Talin | Ribič v zalivu | Sončni zahod |

|                  |                         |                                       |
| Kronstadt pozimi | Panorama Neve iz zaliva | Pogled na otok Gogland in kraja Kotka |

## Rastlinstvo in živalstvo
Na tem območju je vlažno celinsko podnebje, za katerega so značilna zmerna do vroča poletja in hladne, občasno hude zime z rednimi padavinami. V vegetaciji prevladujejo mešanice iglavcev in listavcev ter obalni travniki in pečine brez dreves. Najpomembnejša gozdna drevesa so bor, smreka, breza, vrbe, jerebika, trepetlika, črna jelša in siva jelša. V skrajnem vzhodnem delu zalivske vegetacije močvirnatih območij sestavljajo predvsem širokolistni rogoz in trstičevje, pa tudi popolnoma vodne rastline, kot so beli lokvanj (Nymphaea alba) in rumeni blatnik (Nuphar lutea) ter  Carex acuta. Vodne rastline v plitvih vodah zaliva so Ruppija in Najas marina.
Med ribje vrste v zalivu spadajo atlantski losos, Zoarces viviparus, Rhinogobius, belica, azijska činklja (Misgurnus), klen, pisanec, androga, klenič, okun, navadni koreselj, zeti, Osmerus eperlanus, rdečeperka, morska postrv (Salmo trutta), linj, Syngnathinae’’, menek (Lota lota’’), navadni ostriž (Perca fluviatilis’’), navadni globoček (Gobio gobio), bradavičarica, rdečeoka, piškurji, mala ozimica (Coregonus albula), iglica, velika ozimica (Coregonus lavaretus), ploščič, smuč, jez, evropska ščuka, nežica, papalina, baltski sled, sabljarka, zelenika, rečna jegulja in trska (Gadus morhua’’). Gospodarski ribolov se izvaja spomladi in jeseni. sivega tjulnja (Halichoerus grypus’’) in Pusa hispida’’ srečamo v zalivu, slednji je zelo redek.

## Zgodovina

### Pred 1700
Na obalah zaliva so bila odkrita številna starodavna najdišča, stara do devet tisoč let. Ljudje so začeli naseljevati te kraje kmalu po tem, ko so se ledeniki umaknili in se je gladina Litorinskega morja znižala, da je razkrila kopno. Ostanki približno 11 neolitskih naselij so bili od leta 1905 najdeni v ustju reke Sestra (Leningrajska oblast). Vsebujejo konice puščic in strgala iz kremena, številne pripomočke za pripravo hrane in sledi požarnih taborišč - vse to bolj kaže na lov kot na kmetijske ali živinorejske dejavnosti.
Zalivsko obalo so pozneje naselili ugro-finski narodi. Estonci (ali Čudi) so naselili območje sodobne Estonije, Votijci so živeli na jugu zaliva, Ižori pa južno od reke Neve. Plemena Kareli so se naselila zahodno od Ladoškega jezera.  V 8. in 9. stoletju so bregove Neve in Finskega zaliva naselili vzhodni Slovani, zlasti Ilmenski Sloveni in Kriviči. Ukvarjali so se s poljedelstvom, živinorejo, lovom in ribolovom. Od 8. do 13. stoletja sta bila Finski in Nevski zaliv del plovne poti od Skandinavije skozi Vzhodno Evropo do Bizantinskega cesarstva.
Od 9. stoletja je vzhodna obala zaliva pripadala Velikemu Novgorodu in se je imenovala Vodskaya Pyatina. Kot rezultat križarskega pohoda leta 1219 in bitke pri Lindaniseu je Severna Estonija postala del Danske (Danska Estonija). V 12. stoletju je bilo na ozemlju sodobnega Talina ustanovljeno mesto Reval (latinsko Revalia, rusko Колыва́нь). Kot rezultat estonske vstaje leta 1343 je Tevtonski viteški red prevzel Severno Estonijo in jo leta 1346 prodal Danski. Leta 1559 je med livonsko vojno škof Ösel-Wiek v Stari Livoniji svoje dežele prodal kralju Frideriku  II. za 30.000 talirov. Danski kralj je ozemlje dal svojemu mlajšemu bratu Magnusu, ki je leta 1560 z vojsko pristal v Saaremaaju. Celotna Saaremaa je postala danska last leta 1573 in je ostala do leta 1645, ko je bila prenesena na Švedsko.
V 12. in 13. stoletju so finska plemena na severu zaliva osvojili Švedi, ki so nato nadaljevali nad Slovane. Prvo srečanje pripisujejo letu 1142, ko je 60 švedskih ladij napadlo 3 ruske trgovske ladje. Po švedskem napadu leta 1256 je ruska vojska Aleksandra Nevskega prečkala zaledeneli zaliv in vdrla na švedska ozemlja v sodobni Finski. Leta 1293 je švedski maršal Torkel Knutsson ustanovil grad Viborg in mesto Viborg. Grad se je desetletja boril med Švedsko in Novgorodsko republiko. Z Nöteborško pogodbo iz leta 1323 je bil Viborg dokončno priznan kot del Švedske. V rusko-švedski vojni 1496–1499 je vzdržal dolgotrajno obleganje Danila Ščenja. Trgovinske privilegije mesta je zakupil kralj Erik Pomeranski leta 1403. Viborg je ostal v švedskih rokah, dokler ga v Veliki severni vojni (1710) ni zajel Peter Veliki.
Leta 1323 je Nöteborška pogodba postavila mejo med Švedsko in Rusijo ob reki Sestri. V 15. stoletju so bile izhorijanske dežele Novgorodske republike priključene  Moskovski veliki kneževini. Leta 1550 je Gustav I. Švedski ustanovil mesto na lokaciji sodobnih Helsinkov. Zaradi ruskega poraza v Ingrski vojni (1610–1617) in Stolbovske pogodbe (1617) so dežele v Finskem zalivu in ob reki Nevi postale del švedske Ingrije. Njeno glavno mesto Nyen je bilo v delti reke Neve.

### Po letu 1700
See also: History of Saint Petersburg and Siege of Leningrad
Rusija si je povrnila vzhodni del zaliva zaradi zmage v veliki severni vojni (1700–1721). 16. maja 1703 je bil v ustju reke Neve nedaleč od Nyena ustanovila Sankt Peterburg, ki je leta 1712 postal glavno mesto Rusije. Da bi mesto zaščitili pred švedsko floto, so na umetnem otoku blizu otoka Kotlin maja 1704. zgradili trdnjavo Kronshlot. Do leta 1705 je bilo v bližini zgrajenih še pet takšnih utrdb, ki sestavljajo mesto Kronstadt. Te utrdbe, ki so jih sodobniki poimenovali ruske Dardanele, so bile zasnovane za nadzor zalivske plovne poti.
Leta 1710 sta bili na južni obali Finskega zaliva ustanovljeni mesti Petergof in Oranienbaum (sodobni Lomonosov, Rusija). 27. julija 1714 je blizu polotoka Hanko ruska mornarica dobila bitko pri Gangutu - odločilno zmago nad cesarsko švedsko mornarico. Rusko-švedska vojna se je leta 1721 končala z Nistadsko pogodbo, s katero je Rusija dobila vse dežele ob Nevi in Finskem zalivu, pa tudi Estlandijo, švedsko Livonijo in zahodni del Karelijske ožine, vključno z Viborgom. Vendar je bila Finska vrnjena Švedski. Vojna se je nadaljevala leta (1788–1790), bitka pri Goglandu pa se je zgodila 6. julija 1788 blizu otoka Gogland. Tako bitka kot vojna sta bili razmeroma majhni in neodločni, rezultat Rusije pa je obdržala svoja ozemlja.
Naslednja rusko-švedska vojna se je bíla leta 1808–1809. Končala se je s Fredrikshamnsko pogodbo, ki je Rusiji dala pravice na ozemlju Finske in Alandskih otokov. Novo ustanovljeno leta 1809 je Veliko vojvodstvo Finske dobilo široko avtonomijo znotraj Ruskega imperija in Zahodna Karelija je bila vrnjena Finski. 6. decembra 1917 je finski parlament razglasil finsko deklaracijo o neodvisnosti. Zahodno Karelijo je po zimski vojni priključila Sovjetska zveza.
Estonija je neodvisnost razglasila 24. februarja 1918 in se borila z osamosvojitveno vojno. Republika je obstajala do leta 1940, nato pa jo je priključila Sovjetska zveza. Po razpadu Sovjetske zveze leta 1991 je Estonija dobila svojo neodvisnost.
|                                       |                                                |                                                        |
| Bitka pri Gangutu, Aleksej Bogoljubov | Bitka pri Goglandu, Louis Jean Desprez (–1804) | Pomorska bitka pri Viborgu(1790) Ivan Aivazovski, 1846 |

Marca 1921 je upor mornarjev v Kronstadtu zaustavila Rdeča armada. Finski zaliv je imel med drugo svetovno vojno več pomembnih pomorskih operacij. Avgusta 1941 so med evakuacijo baltske flote iz Talina v Kronstadt nemške sile potopile 15 ruskih vojaških plovil (5 rušilcev, 2 podmornici, 3 stražarske ladje, 2 minolovca, 2 topnjači in 1 motorni torpedni čoln) ter 43 ladij za prevoz in podporo. Na dnu zaliva blizu rta Juminda še vedno ostaja več ladij, tam pa je bil postavljen spomenik v spomin na tiste, izgubljene v dogodkih.
Leta 1978 se je začela gradnja jezu v Sankt Peterburgu, da bi zaščitili mesto pred pogostimi poplavami. Delo je bilo ustavljeno s 60-odstotnim zaključkom konec 1980-ih zaradi finančnih težav, povezanih z razpadom Sovjetske zveze; delo se je nadaljevalo leta 2001 in je - od avgusta 2011 - končan.

## Gospodarstvo
Južna obala zaliva vsebuje jedrsko elektrarno Leningrad in mrežo pristanišč ter edinstvenih naravnih in zgodovinskih krajev. Plovba je že dolgo prevladujoča dejavnost v zalivu. Najpomembnejša pristaniška mesta in njihove funkcije so v Rusiji: Sankt Peterburg (vse vrste blaga), Kronstadt (prevoz kontejnerjev), Lomonosov (splošni tovor, zabojniki, kovine), Viborg (splošni tovor), Primorsk (nafta in naftni derivati) , Visock (nafta in premog), Ust-Luga (nafta, premog, les, zabojniki); na Finskem: Helsinki (zabojniki), Kotka (zabojniki, les, kmetijski proizvodi; to je glavno pretovorno tovorno pristanišče za Rusijo ), Hanko (zabojniki, vozila), Turku (zabojniki, železniški trajekt) , pristanišče Kilpilahti / Sköldvik (rafinerija nafte); v Estoniji: Talin (zrnje, hladilniki, olje), Paldiski, Sillamäe. Finski zaliv je tudi del  plovne poti Volga – Baltik in vodne poti Belo morje – Baltski kanal. Med pomembnejše blago sodijo apatit s polotoka Kola, karelski granit in zeleni kamen, les iz Arhangelske oblasti in Vologde, železne kovine iz Čerepovca, premog iz Donbasa in bazena Kuznetsk, pirit iz Urala, kalijev klorid iz Solikamska, nafta iz Volge in žita iz številnih ruskih regij.
Potniški promet v zalivu vključuje številne trajektne linije, ki povezujejo naslednja pristanišča: Helsinki in Hanko (Finska), Mariehamn (Alandski otoki), Stockholm in Kapellskär (Švedska), Talin in Paldiski (Estonija), Rostock (Nemčija), Sankt Peterburg in Kaliningrad (Rusija) ter številna druga mesta.
Druga pomembna in zgodovinska dejavnost v zalivu je ribolov, zlasti na severni obali blizu Viborga, Primorska in na južni obali blizu Ust-Luge. Leta 2005 so zajele samo ladje Sankt Peterburga in Leningrajske oblasti 2000 ton.
Septembra 2005 je bil podpisan sporazum o gradnji priobalnega plinovoda Severni tok ob Baltskem morju od Viborga do nemškega mesta Greifswald. Prva linija naj bi začela obratovati leta 2011. Nato je bila prva linija Severnega toka položena do maja 2011 in je bila odprta 8. novembra 2011; druga linija je bila odprta 8. oktobra 2012.
|                             |                         |                   |                     |
| Pristanišče Sankt Peterburg | Blizu pristanišča Talin | Območje Helsinkov | Jez Sankt Peterburg |

## Arheologija
Dno zaliva je eno največjih ladijskih pokopališč na svetu. Zaradi slanosti in hladne vode ter brez ladijskih črvov so ladje razmeroma dobro ohranjene. Od 6. stoletja so skozi zaliv potekale glavne vodne poti, od 8. do 10. stoletja pa je bilo tja prepeljano približno 3000 ton srebra. Kasneje sta zaliv aktivno uporabljali Švedska in Rusija za prevoz blaga. Vsako leto vidimo na ducate izgubljenih ladij. Jeseni 1743 je 17 ruskih vojaških ladij, ki so se vračale s Finske, potonilo v samo 7 urah, poleti 1747 pa je v bližini Narve v 4 urah potonilo 26 trgovskih ladij. Rekord je bil postavljen leta 1721, ko je bilo med evakuacijo ruskih vojakov s Finske v treh mesecih izgubljeno več kot 100 plovil, od tega 64 v eni noči.
Do konca leta 1996 je bilo v ruskem delu zaliva identificiranih približno 5000 potopljenih predmetov, vključno z 2500 ladjami, 1500 letali in majhnimi predmeti, kot so čolni, sidra, cisterne, traktorji, avtomobili, topovi in celo morske mine, zračni bombe, torpeda in drugo strelivo. Ladje so pripadale Rusiji (25 %), Nemčiji (19 %), Veliki Britaniji (17 %), Švedski (15 %), Nizozemski (8 %) in Finski (7 %). Preostalih 9 % je iz Norveške, Danske, Francije, ZDA, Italije, Estonije in Latvije. Ti predmeti predstavljajo potencialno nevarnost za plovbo, ribištvo, obalno gradnjo, polaganje podmorskih cevovodov in kablov ter za okolje. Mine so v zalivu postavili med prvo svetovno vojno (38.932 enot), rusko državljansko vojno in sovjetsko-finsko vojno (1939–1940), katerih skupno število je bilo približno 60.000; Med drugo svetovno vojno je bilo postavljenih še 85.000 min, le del teh pa je bil po vojnah odstranjen.

## Onesnaževanje
Ekološko stanje Finskega zaliva, zaliva Neve in reke Neve ni zadovoljivo. Znatno je onesnaženo z ioni živega srebra in bakra, organoklorovih pesticidov, fenolov, naftnih derivatov in policikličnih aromatskih ogljikovodikov. Čiščenje odpadne vode v Sankt Peterburgu se je začelo leta 1979 in do leta 1997 je bilo prečiščenih približno 74 % odpadne vode. Število se je leta 2005 povzpelo na 85 %, do leta 2008 na 91,7 %, po zaključku širitve glavne kanalizacijske naprave pa naj bi od leta 2009 do leta 2011 doseglo 100 %. Kljub temu je leta 2008 zvezna služba v Sankt Peterburgu objavila, da nobena plaža v Sankt Peterburgu ni primerna za kopanje.
Zajetje rib se je med letoma 1989 in 2005 zmanjšalo za 10-krat. Poleg onesnaževanja so še en razlog za to hidravlična in inženirska dela. Na primer gradnja novih pristanišč v Ust-Lugi in Visocku ter na otoku Vasiljevski je negativno vplivala na drst rib. Pridobivanje peska in gramoza v zalivu Neva za melioracijo uničuje drstišča evropske talilnice.
Z gradnjo jezu v Sankt Peterburgu se je izmenjava vode v zalivu Neva z vzhodnim delom zaliva zmanjšala za 10–20 %, kar je povečalo stopnjo onesnaženosti Nevskega zaliva. Največje spremembe se zgodijo v 5 km od jezu. Nekatera plitva območja med Sankt Peterburgom in jezom se spreminjajo v močvirja. Preplavljanje in s tem gnitje rastlin lahko sčasoma privede do evtrofikacije območja. Zaskrbljujoče je tudi širjenje naftnih pristanišč v zalivu in gradnja čistilnega centra za izrabljeno gorivo iz jedrske elektrarne Leningrad.
Pristanišče Kronstadt trenutno služi kot tranzitna točka za uvoz radioaktivnih odpadkov v Rusijo prek Baltskega morja. Odpadki, večinoma osiromašeni uranov heksafluorid, se čez Sankt Peterburg prevažajo v Novouralsk, Angarsk in druga mesta na vzhodu Rusije. Ta tranzitna točka bo premaknjena iz Sankt Peterburga v pristanišče Ust-Luga, ki je približno 110 kilometrov zahodno od Sankt Peterburga, in znotraj Obmejne varnostne cone Rusije, kot je odločila ruska vlada leta 2003 (Ukaz št. 1491-r z dne 14. oktobra 2003). Pričakuje se, da se bo po zaključku tega zmanjšalo ekološko tveganje za Sankt Peterburg. Ust-Luga naj bi bila največje prometno in logistično vozlišče na severozahodu Rusije. Vendar so leta 2015 poročali, da so bili nekateri načrti gradnje v Ust-Lugi zamrznjeni, gradnja Multimodalnega kompleksa Ust-Luga, ki naj bi bil tranzitna točka za radioaktivne odpadke, pa se še ni začela.

## Večja mesta
- Espoo
- Hamina
- Hanko
- Helsinki
- Kirkkonummi
- Kotka
- Kronstadt
- Kunda
- Loksa
- Lomonosov
- Loviisa
- Maardu
- Narva-Jõesuu
- Paldiski
- Peterhof
- Porvoo
- Primorsk
- Sankt Peterburg
- Sestroretsk
- Sillamäe
- Sosnovi Bor
- Talin
- Viborg
- Zelenogorsk